# سطامیه بزرگ
سطامیه بزرگ، روستایی از توابع بخش مرکزی شهرستان اهواز در استان خوزستان ایران است.

## جمعیت
این روستا در دهستان اسماعیلیه قرار دارد و براساس سرشماری مرکز آمار ایران در سال ۱۳۸۵، جمعیت آن ۳۹۶ نفر (۷۱خانوار) بوده‌است.

## پیشینه
اکثر مردم ساکن این روستا در زمان شیخ خزعل برده بوده اند